# Лікарня Сток-Мандевілла
51°47′54″ пн. ш. 0°48′06″ зх. д. / 51.79837° пн. ш. 0.80158° зх. д.
Лікарня Сток-Мандевілла — велика лікарня Національної служби охорони здоров’я (NHS), розташована в Ейлсбері, Бакінґемшир, Англія. Нею керує Buckinghamshire Healthcare NHS Trust.
Її було засновано в 1830 році як холерну лікарню навмисно на межі парафії між сусіднім селом Сток-Мандевілл і містом Ейлсбері, щоб обслуговувати жителів обох поселень.
Національний центр травм хребта при лікарні є одним із найбільших спеціалізованих підрозділів спинномозкової медицини у світі, і новаторська реабілітаційна робота, проведена там сером Людвіґом Ґутманом, призвела до створення концепції і започаткування Паралімпійських ігор. Мандевілл, один з офіційних талісманів літніх Олімпійських і Паралімпійських ігор 2012 року в Лондоні, був названий на честь внеску лікарні в паралімпійський спорт.

## Історія

### Заснування і зростання
На початку 1830-х років село Сток Мандевілл сильно постраждало від епідемії холери, яка охопила всю Англію. Холерна лікарня була заснована на межі парафій між Сток-Мандевіллом і Ейлсбері.
У вересні 1943 року уряд попросив німецького фахівця з травм хребта Людвіґа Ґутмана заснувати Національний центр травм хребта в лікарні Сток Мандевілла. Центр відкрився 1 лютого 1944 року, і Ґутман був призначений його директором (цю посаді він обіймав до 1946 року). Будучи директором першого у Великій Британії спеціалізованого відділу з лікування травм хребта, він вважав, що спорт є основним методом терапії для поранених військовослужбовців, допомагаючи їм розвивати фізичну силу та самоповагу. Ґутман став натуралізованим громадянином Сполученого Королівства в 1945 році. Ґутман організував перші Сток-Мандевільські ігри для осіб з інвалідністю 28 липня 1948 року, в день початку літніх Олімпійських ігор у Лондоні 1948 року.
Ігри знову відбулися на тому ж місці в 1952 році, і голландські ветерани Другої світової війни брали участь разом із британцями, що зробило це першим міжнародним змаганням такого роду. Ці Сток-Мандевільські ігри були описані як попередники Паралімпійських ігор. Згодом Паралімпійські ігри було офіційно визнано подією, що проводиться кожні чотири роки і пов’язана з Олімпійськими іграми, а перші Паралімпійські ігри, більше не орієнтовані виключно на ветеранів війни, відбулися в Римі в 1960 році.

### Новітня історія
Після того, як у 1948 році лікарня приєдналася до Національної служби охорони здоров’я, вона прагнула влаштувати обладнаний стадіон «Сток-Мандевілл», відкритий королевою в 1969 році
Лікарню відвідала Діана, принцеса Валлійська, яка відкрила новий Міжнародний центр травм хребта після його реконструкції в серпні 1983 року.
Схему реконструкції більшої частини території було прораховано згідно з контрактом приватної фінансової ініціативи у 2004 році. Будівельні роботи були проведені Альфредом МакАлпіном вартістю 47 мільйонів фунтів стерлінгів і завершені в 2006 році. З Sodexo було укладено контракт на надання послуг з управління об’єктами. У 2009 році було відкрито нове пологове відділення.

## Історія сексуального насильства в лікарні
Спільний звіт Столичної поліції та Національного товариства із запобігання жорстокому поводженню з дітьми про розслідування сексуального насильства, скоєного диск-жокеєм Джиммі Севілом, виявив, що Севіл, який був цінним збирачем коштів для установи, скоював там злочини між 1965 і 1988 роками. Двадцять два правопорушення між цими датами були офіційно зареєстровані поліцією як злочини. Колишня дитина-пацієнт лікарні розповіла, що медсестри попереджали її залишатися в ліжку та прикидатися сплячою, коли Севіл мав відвідати заклад.
Майкл Салмон, консультант-педіатр у лікарні Сток-Мандевілл, був засуджений і ув'язнений на три роки в 1990 році за непристойні прискіпування до пацієнток-підлітків, двох тринадцятирічних і одну шістнадцятирічну дівчину. Після скандалу з Савілом Салмон був заарештований у рамках операції «Йутрі» 17 грудня 2013 року. Згодом його було визнано винним у дев’ятьох непристойних чіпляннях і двох зґвалтуваннях, у яких вік жертв коливався від одинадцяти до вісімнадцяти років, які сталися між 1973 і 1988 роками, і був засуджений до 18 років ув’язнення. Попри те, що він працював у лікарні одночасно з Севілом, зв’язку між ними не було. Салмон також був визнаний винним за 14 пунктами звинувачення в грудні 2016 року і отримав додатковий термін у вигляді чотирьох років позбавлення волі.
26 лютого 2015 року незалежна слідча Андрулла Джонстон опублікувала звіт про діяльність Савіла в лікарні. У звіті встановлено, що він піддав там сексуальному насильству понад 50 осіб, включаючи персонал, пацієнтів і відвідувачів; серед них щодо восьмирічної дитини. Севіл мав повний доступ до всіх частин лікарні. У звіті зазначалося, що в лікарні було широко відомо, що Савіл був «сексуальним шкідником», і що на той час було подано 10 скарг, але жодних заходів не було вжито. У звіті також виявлено, що трьох лікарів, у тому числі Салмона, за останні чотири десятиліття засудили за сексуальні злочини проти їхніх пацієнтів.

## Критика
27 лютого 2013 року Бакінгемширська благодійна організація для інвалідів BuDS оголосила, що вона збирає досьє доказів про ризики для безпеки пацієнтів у лікарні Сток-Мандевілл, щоб надіслати її до Комісії з якості медичного обслуговування. Благодійна організація стверджувала, що отримала "тривожні звіти з різних джерел... у яких висловлювалася серйозна стурбованість щодо безпеки пацієнтів у лікарні".
Bucks Healthcare NHS Trust відповів, що «це було «дещо безвідповідально з боку BuDS потенційно турбувати пацієнтів, натякаючи на проблеми безпеки пацієнтів у лікарні». Проте благодійна організація захистила свою дію та заявила, що «BuDS хотіла дати персоналу, пацієнтам і відвідувачам лікарні Сток-Мандевілл повністю анонімний спосіб повідомляти про будь-які проблеми, які вони можуть мати».
20 квітня 2013 року CQC опублікував звіт після неоголошеної перевірки в лікарні. Він виявив, що лікарня не відповідає стандартам укомплектованості персоналом і надання підтримки персоналу. Стосовно допоміжного персоналу вжито законних заходів і вручено попередження.

## Зручності
Об’єкти лікарні включають:
| Номер палати/назва | спеціальність                                  |
| ------------------ | ---------------------------------------------- |
| 1                  | Травматологія та ортопедія                     |
| 2                  | Травматологія та ортопедія                     |
| 3                  | Педіатрія                                      |
| 4                  | Респіраторна та загальна медицина              |
| 5                  | Гематологія та загальна медицина               |
| 6                  | Ендокринологія та загальна медицина            |
| 7                  | Респіраторна та загальна медицина              |
| 8                  | Ліки для літніх людей                          |
| 9                  | Головне відділення терапії та медсестер (TNLU) |
| 10                 | Палата короткострокового перебування           |
| 11                 | Опіки та пластична хірургія                    |
| 15                 | Хірургічне приймальне відділення               |
| 16 А               | Загальна хірургія, пластична хірургія          |
| 16 Б               | Загальна хірургія, пластична хірургія          |
| 17                 | Гастроентерологія та загальна медицина         |
| AMU                | Невідкладна медична допомога                   |
| EOU                | Відділ екстреного спостереження                |
| Святого Йосипа     | Медичне денне відділення, кімната виписки,     |
| Очна палата        | Офтальмологія та перелив                       |

### Транспортне сполучення
Лікарня обслуговується лініями Лондон-Ейлсбері та Лінія Прінцес-Рісборо-Ейлсбері  від залізничної станції Ейлсбері. Є автобусне сполучення між лікарнею Ейлсбері та Гай-Вікомбом, яким керує Arriva, а також до Лейтон-Базарда.

## Радіо лікарні Сток-Мандевілл
Сток-Мандевільське лікарняне радіо (SMHR) — некомерційна лікарняна радіостанція, заснована 4 грудня 1978 року. Вона розташована у лікарняному комплексі та надає пацієнтам і персоналу цілодобову радіопередачу в Інтернеті на частоті 87,7 МГц (FM) і за допомогою програми для мобільних пристроїв SMHR, яка була випущена в 2015 році.
Перша трансляція відбулася 4 грудня 1978 року о 19:30. Перша фраза була: «Добрий вечір і ласкаво просимо на власну радіостанцію госпіталю Сток-Мандевілл».
У 1997 році це була одна з двох лікарняних радіостанцій у Великій Британії (інша — Radio Tyneside), яка отримала тимчасову ліцензію на мовлення в діапазоні AM від Radio Authority (у 2003 році вона стала Ofcom) у рамках піонерського випробування згідно з нещодавнім на той час прийнятим Законом про радіомовлення. Успіх експерименту призвів до того, що станція, разом із Tyneside Radio та багатьма іншими, отримали постійну ліцензію на мовлення.
У 2018 році колишній мер Ейлсбері та давній меценат і співзасновник станції Фреда Робертс MBE JP відмовилася від меценатства, її замінив ведучий Radio 2 Кен Брюс. Кен сказав: «Лікарняне радіо продовжує процвітати, і я радий взяти на себе роль патрона».
Станція є некомерційною благодійною організацією, якою керують волонтери, і щодня з 20:00 до 22:00 транслюють передачі в прямому ефірі.
24 травня 2019 року SMHR отримало ліцензію на FM-мовлення на частоті 87,7 МГц галузевим регулятором Ofcom. Цей крок був пов’язаний з днем місцевого радіо, у якому станція відсвяткувала шестигодинну пряму трансляцію з кафе Royal Voluntary Services у лікарні.

## Відомі пацієнти
28 січня 2020 року там помер британський артист і актор Ніколас Парсонс, найбільш відомий як ведучий Just a Minute і Sale of the Century.

## Зовнішні посилання
- Офіційний сайт
- Stoke Mandeville Hospital on the NHS website
- Inspection reports from the Care Quality Commission
- Stoke Mandeville Spinal Foundation
- Stoke Mandeville Hospital Radio